# Ortalis flavoscutellata
Ortalis flavoscutellata är en tvåvingeart som först beskrevs av Carl Ludwig Doleschall 1858.  Ortalis flavoscutellata ingår i släktet Ortalis och familjen bredmunsflugor. Inga underarter finns listade i Catalogue of Life.